# Sari-Solenzara
Sari-Solenzara (in corso Sari è Sulinzara) è un comune francese di 1 341 abitanti situato nel dipartimento della Corsica del Sud nella regione della Corsica.
Si trova sulla costa orientale, poco a nord di Porto Vecchio, alla foce dell'omonimo fiume.
È composta da diverse frazioni di cui 2 sul mar Tirreno (Solenzara, Canello) e 3 nell'interno (Sari, Togna, La Penna).
Il comune ospita la base aerea militare di Solenzara, intitolata a Albert Preziosi.
È inoltre l'unico comune della Corsica del Sud a trovarsi nella zona detta "Cismonte" dell'Isola, nella quale si trovano tutti i comuni dell'Alta Corsica, ossia la parte isolana situata al di dentro dai monti

## Società

### Evoluzione demografica
Abitanti censiti